# Diaphorus dubius
Diaphorus dubius är en tvåvingeart som beskrevs av Aldrich 1896. Diaphorus dubius ingår i släktet Diaphorus och familjen styltflugor. Inga underarter finns listade i Catalogue of Life.